# Lussas-et-Nontronneau
Lussas-et-Nontronneau è un comune francese di 334 abitanti situato nel dipartimento della Dordogna nella regione della Nuova Aquitania.

## Società

### Evoluzione demografica
Abitanti censiti